# NGC 7255
NGC 7255 est une galaxie spirale située dans la constellation du Verseau. Sa vitesse par rapport au fond diffus cosmologique est de 4 720 ± 51 km/s, ce qui correspond à une distance de Hubble de 69,6 ± 5,0 Mpc (∼227 millions d'al). NGC 7255 a été découverte par l'astronome américain Francis Leavenworth en 1866.
NGC 7255 est une galaxie que l'on voit par la tranche (les lettres sp dans la classification). De plus cette galaxie contient des régions d'hydrogène ionisé. 
Sur l'image du relevé Pan-STARRS, on aperçoit ce qui semble être des bras spiraux, d'où la classification Sab et Sa par le professeur Seligman et par la base de données HyperLeda. Cette classification semble mieux décrire cette galaxie.
Selon la base de données Simbad, NGC 7255 est une galaxie active de type Seyfert 2.	

## Groupe de NGC 7300
Selon le professeur Seligman NGC 7255 fait partie du groupe de NGC 7300. Ce groupe compte huit galaxies, soit NGC 7251, NGC 7255, NGC 7298 NGC 7300, PGC 68593 (MCG -3-57-1) PGC 68958, (MCG -3-57-8), PGC 69000 et PGC 170932. Cependant, la distance de Hubble de la galaxie MCG -3-57-8 est de 35,01 ± 2,48 Mpc (∼114 millions d'al). Il s'agit donc d'une galaxie d'avant-plan qui ne fait pas partie de ce groupe. 
L'inclusion de PGC 68958 au groupe de NGC 7300 vient sans doute d'une erreur de la base de données Simbad. En effet, selon Simbad, la vitesse radiale de cette galaxie est de 4 894 ± 39 km/s, vitesse semblable à celles des autres galaxies du groupe. La référence indiquée par Simbad pour cette valeur ne montre que deux galaxies très lointaines (2MASX J01062264+0058518 et 	MCG+07-34-045).